# Jardim Meriti

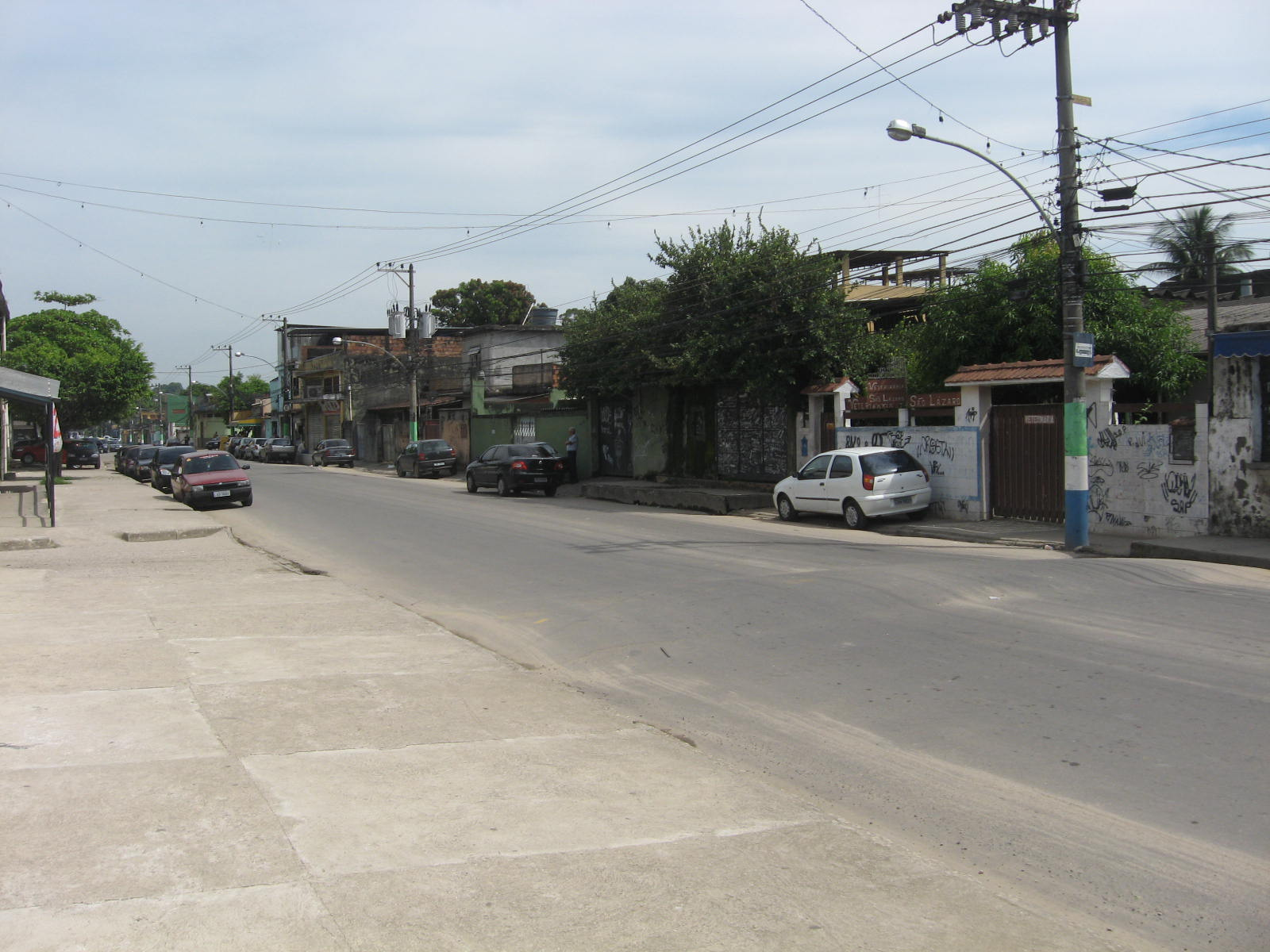
Jardim Meriti

Jardim Meriti é um bairro de São João de Meriti, no Grande Rio, no estado do Rio de Janeiro. Localiza-se na Região Central da cidade. Faz parte do 2*distrito (Vilar dos Teles). É o bairro com o melhor IDH do município.

## História
É cortado pela Av. Automóvel Clube, que é a principal via de acesso a Vilar dos Teles, conhecida como a Capital do jeans.
Tem uma enorme concentração de concessionárias de automóveis, especialmente ao longo da Av. Automóvel Clube. É ainda onde se encontra o Baixo Meriti, zona nobre da cidade, onde há diversos restaurantes abertos para almoço e jantar.
Por estar bem no meio da cidade, foi escolhido para guardar o fórum estadual da comarca, a câmara de vereadores e prefeitura do município, que, a frente da chamada Praça dos Três Poderes, representa a união do judiciário, legislativo e executivo em referência ao Distrito Federal.
Possui um dos melhores serviços de transportes da Baixada Fluminense, além de ser servido pela Rodovia Presidente Dutra.
As principais praças do bairro são a Praça José Bonifácio, antes conhecida como Praça Gil e a já mencionada Praça dos Três Poderes.
É nesse bairro que se localizam o Hospital Municipal Abdon Gonçalves, antigo Pronto Atendimento Médico - PAM e o Hospital da Mulher - Heloneida Studart.

## ONGs e Projetos
- POAB (Programa Olímpico Atlético Brasil)[ligação inativa]
- Projeto Clube de Aventuras[ligação inativa]